# Baltasar de Zúñiga y Guzmán
Baltasar de Zúñiga y Guzmán   (Espanya, 1658 - Madrid, 26 de desembre de 1727), Marquès de Valero i Duc d'Arión, va ser un polític espanyol. Fill del Duc de Béjar don Juan Manuel I López de Zúñiga i de Teresa Sarmiento de la Cerda.
Descendent de Juan Manuel de Manrique y Zúñiga, pel que era de sang real. Fou Virrei i Capità General de Navarra (1692-7), de Sardenya (1704-7) i Nova Espanya (1715-22)
Va fer la seva entrada formal a la Ciutat de Mèxic el 16 d'agost de 1716 i va rebre el palau del Virrei anterior, Fernando de Alencastre Noroña y Silva, Duc de Linares. Aviat va ser informat d'una fam a Texas que feia que els colons abandonessin els seus pobles. Immediatament va ordenar al Governador de Coahuila enviar l'ajuda a la regió. També va ordenar que ensenyessin els indis agricultura.
Es va convertir en Virrei de la Nova Espanya el 1716, càrrec que va exercir fins al 1722. En premi als seus serveis, en tornar a Espanya, se'l va designar per ocupar la Presidència del Consell de Castella. Durant el seu govern els indis de la regió de Nayarit van ser civilitzats, va fundar el convent de Caputxines per a naturals (Corpus Cristi) i va deixar grat record de la seva gestió, inspirada en el bon nom d'Espanya.
Va arribar a Nova Espanya solter i solter va tornar; una llegenda diu que es va enamorar, d'una dona que no li va correspondre. Per a sorpresa d'ell, ella va decidir fer-se monja, el Virrei va demanar permís a l'Audiència d'instaurar un convent per a ella, però la ciutat ja era plena de convents, li van donar permís de fer-ne un petit i en els límits de la, ciutat, estava al costat d'un bosc de pollancres. Li posàre al Temple i al Convent Corpus Cristi. Una altra llegenda explica que, després de sofrir un atemptat a les mans del malalt mental espanyol Nicolás José Camacho de 28 anys, antic soldat i sense ofici, que havia estat reclòs en l'Hospital de San Hipólito en dues ocasions, el 16 de juny de 1718 (Dijous de Corpus), en agraïment per haver-li salvat la vida, va decidir fundar un convent amb el nom de Corpus Cristi.
En tornar a Espanya, no va tornar a saber d'ella, al seu testament va deixar l'ordre que el seu cor fos sepultat en aquest temple.
El 2004, es va descobrir a l'esmentat temple, en una urna de vidre hi havia un cor, íntegre, darrere d'una làpida amb l'any de 1728, a la paret immediata a la cratícula; es creu que és el del Virrei Baltasar de Zúñiga Guzmán Sotomayor y Mendoza.